# Arttu Kiramo
Arttu Kiramo (Jyväskylä, 15 april 1990) is een Fins voormalig freestyleskiër die is gespecialiseerd in de moguls. Hij vertegenwoordigde tweemaal zijn vaderland op de Olympische Winterspelen.

## Carrière
Bij zijn wereldbekerdebuut, in maart 2007 in Voss, eindigde Kiramo op de 40e plaats op het onderdeel moguls. Hij behaalde tijdens zijn loopbaan geen enkele podiumplaats in een wereldbekerwedstrijd. 
In 2010 nam Kiramo een eerste keer deel aan de Olympische Winterspelen. In Vancouver eindigde Kiramo 16e op de moguls.
Tijdens de Olympische Winterspelen van 2014 in Sotsji eindigde Kiramo op de 22e plaats op datzelfde onderdeel.

## Resultaten

### Olympische Winterspelen
| Jaar | Plaats    | Resultaat  |
| ---- | --------- | ---------- |
| 2010 | Vancouver | 16e Moguls |
| 2014 | Sotsji    | 22e Moguls |

### Wereldkampioenschappen
| Jaar | Plaats      | Resultaat                  |
| ---- | ----------- | -------------------------- |
| 2009 | Inawashiro  | 9e Moguls 24e Dual Moguls  |
| 2011 | Deer Valley | 7e Dual Moguls 12e Moguls  |
| 2013 | Voss        | 13e Dual Moguls 20e Moguls |

### Wereldbeker
Eindklasseringen
| Seizoen   | Algm | MO  |
| --------- | ---- | --- |
| 2006/2007 | 160e | 55e |
| 2007/2008 | 119e | 34e |
| 2008/2009 | 118e | 31e |
| 2009/2010 | 63e  | 21e |
| 2010/2011 | 70e  | 18e |
| 2011/2012 | 77e  | 18e |
| 2012/2013 | 112e | 22e |
| 2013/2014 | 184e | 35e |
| 2015/2016 | 254e | 55e |